# Wasserturm Groß-Gerau

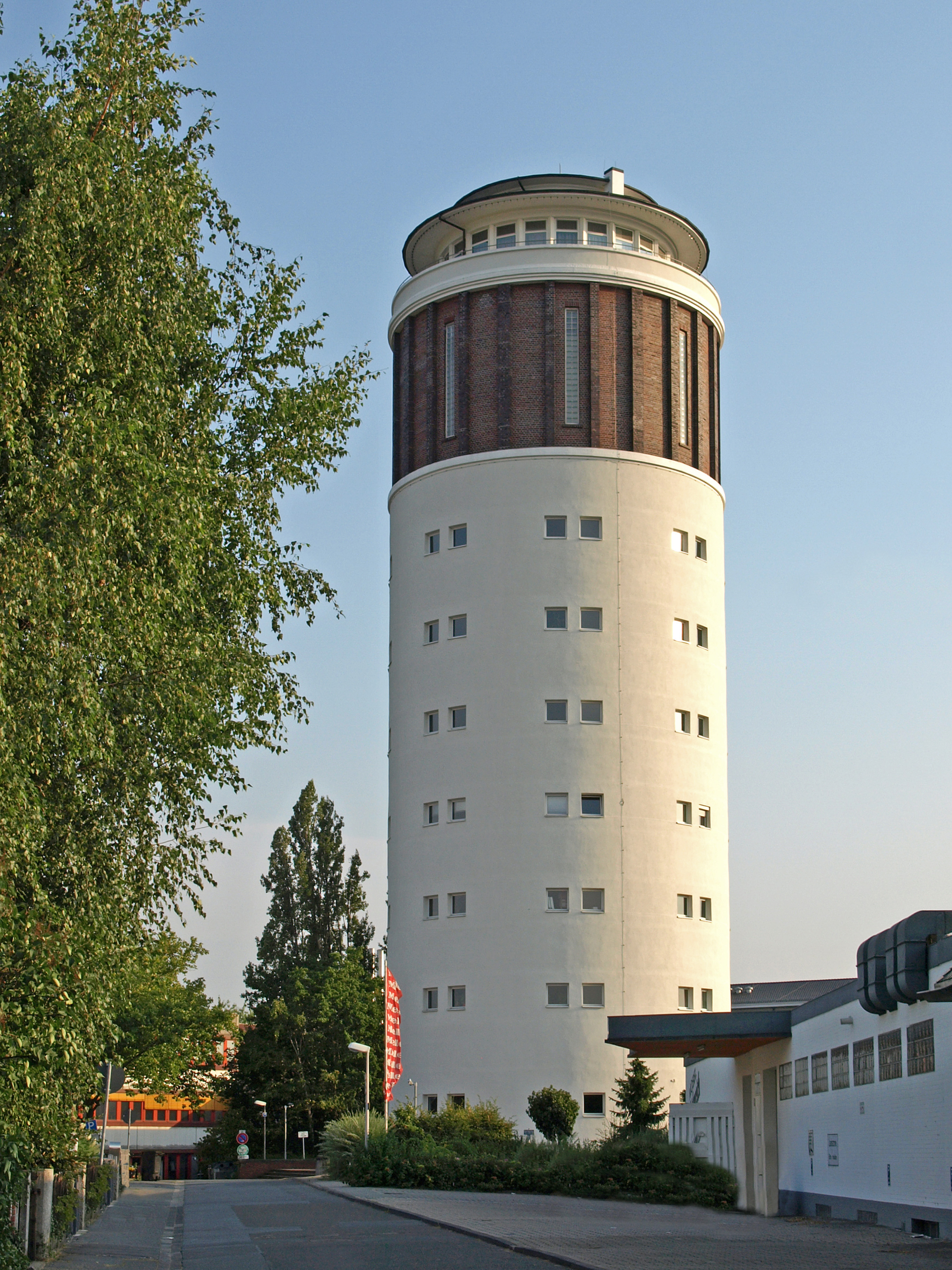
Wasserturm Groß-Gerau

Der Wasserturm gehört zu den Wahrzeichen von Groß-Gerau am südöstlichen Stadtrand in unmittelbarer Nähe zu den Beruflichen Schulen Groß-Gerau.

## Geschichte
Zur Verbesserung der Wasserversorgung der Bevölkerung wurde in Groß-Gerau ein Wasserhochbehälter für das Wasserleitungsnetz benötigt. Man einigte sich mit umliegenden Gemeinden im Jahr 1927 über Ziel und Satzung zur Wasserversorgung.
Der Turmbau begann 1928 auf dem Gelände des damals errichteten Wasserwerks von Groß-Gerau. Zur Erinnerung an den Abzug der französischen Besatzungstruppen vom Brückenkopf Mainz und dem gesamten Rheinland (Zone III) am 30. Juni 1930 erhielt der im gleichen Jahr eingeweihte Turm den Namen „Hindenburg-Befreiungsturm“. Diese Bezeichnung wird allerdings nicht mehr genutzt. Er überstand den Zweiten Weltkrieg mit nur leichten Beschädigungen.
Bei einer Untersuchung im Jahr 2022 wurden Probleme mit der Statik der Zwischendecke des Gebäudes entdeckt. Im Herbst 2022 musste das Wasser aus dem Tank entlassen und die Nutzung der oberen Stockwerke beendet werden. Am 1. September war eine vorerst letztmalige Begehung der Aussichtsplattform durch die Öffentlichkeit möglich.

## Bauwerk
Mit dem Bau des Wasserturms wurde 1928 begonnen. Der 45 Meter hohe Turm wurde 1929 in Betrieb genommen, aber erst später eingeweiht. Das Bauwerk in der schlichten Form eines Zylinders besitzt Aussichts-Plattformen, die eine weite Sicht über das Groß-Gerauer Land ermöglichen. Wegen seiner Höhe verfügt der Turm über einen Aufzug.

## Technik
Das Fassungsvermögen des Hochbehälters betrug 500 Kubikmeter und diente sowohl der Wasserbevorratung, als auch der Sicherstellung eines gleichbleibenden Wasserdrucks.